# Nathan Rourke
(en) Statistiques sur statscrew
Nathan Rourke, né le 24 mai 1998, est un joueur canadien de football américain et de football canadien qui évolue à la position de quart-arrière (quarterback en Europe). En 2021 et 2022 il s'aligne avec les Lions de la Colombie-Britannique de la Ligue canadienne de football (LCF), et mérite à sa seconde saison le titre de meilleur joueur canadien de la ligue. En janvier 2023 il signe un contrat avec les Jaguars de Jacksonville de la National Football League (NFL).

## Biographie

### Carrière scolaire et universitaire
Nathan Rourke nait à Victoria en Colombie-Britannique mais passe sa jeunesse à Oakville en Ontario. Il commence à jouer au football canadien à l'âge de cinq ans. À l'école secondaire Holy Trinity (en), il est quart-arrière pour les équipes junior et senior, puis pour sa dernière année de scolarité il s'inscrit à la Edgewood Academy (en) d'Elmore en Alabama dans le but d'augmenter ses chances d'être recruté par une université américaine. En 2016 il joue une saison dans le circuit collégial junior pour le collège communautaire de Fort Scott (en), puis accepte l'année suivante une bourse pour l'Université de l'Ohio. Avec les Bobcats, il est quarterback titulaire de 2017 à 2019. Il remporte à sa première saison le Bahamas Bowl, puis l'année suivante le Frisco Bowl, et enfin en janvier 2020 le Famous Idaho Potato Bowl dont il est choisi le joueur par excellence (MVP). Il participe par la suite au NFLPA Collegiate Bowl (en), une vitrine pour les joueurs éligibles au draft de la NFL,.
Rourke a été deux fois gagnant du trophée Jon-Cornish, attribué au meilleur joueur canadien de la NCAA.

### Carrière professionnelle
Ignoré au repêchage 2019 de la NFL, Nathan Rourke est choisi par les Lions de la Colombie-Britannique lors du repêchage de la Ligue canadienne de football (en). Il rejoint les Lions pour la saison 2021, après l'annulation de la saison 2020 à cause de la pandémie de Covid-19. Rourke entreprend la saison comme substitut du vétéran Michael Reilly, est titulaire pour deux matchs et impressionne suffisamment la direction des Lions pour être nommé quart titulaire lors de l'annonce de la retraite de Reilly durant l'entre-saison.
Rourke connaît une excellente saison en 2022, alors qu'il établit un record de tous les temps de la LCF pour le pourcentage de passes complétées avec 78,7 %,,. Il est également nommé  meilleur joueur canadien de la ligue. 
Cependant Rourke a l'ambition de tenter sa chance dans la NFL. Il obtient des essais avec une douzaine d'équipes entre novembre 2022 et janvier 2023 avant de signer un contrat avec les Jaguars de Jacksonville.

## Trophées et honneurs
- Trophée Jon-Cornish (meilleur joueur canadien de la NCAA) : 2017, 2018
- Meilleur joueur (MVP) du Famous Idaho Potato Bowl : 2020
- Joueur canadien par excellence de la Ligue canadienne de football : 2022